# Willie Horace Thomas Tams
Willie Horace Thomas Tams (Cambridge, 18 december 1891 – Surrey, 10 november 1980) was een Britse entomoloog.

## Biografie
Tams was een assistent van professor John Stanley Gardiner aan de Universiteit van Cambridge en trad in 1913 toe tot het bestuur van de Linnean Society. Tijdens de Eerste Wereldoorlog diende hij in het Canadese leger. In 1920 werd hij aangesteld bij het Natural History Museum in Londen als assistent op de afdeling Entomologie. Hij nam deel aan een reis naar de Golf van Guinea (Percy Sladen and Godman Trusts expedition to the islands in the Gulf of Guinea) van oktober 1932 tot maart 1933. Hij reisde ook naar Madeira en de Seychellen. Tams publiceerde meer dan 70 artikelen over de taxonomie van lepidoptera, waaronder artikelen over de Lasiocampidae. Hij was lid van de British Entomological and Natural History Society, een associate van de Linnean Society en was assistent-redacteur van de Entomologist's Gazette.

## Enkele publicaties
- Tams, W.H.T., 1924a. II. Notes on some species of the genus Cosmophila Boisd.. - Trans. Ent. Soc. Lond. pp. 20–24, Plates I.-III.
- Tams, W.H.T., 1924b. List of the moths collected in Siam by E.J. Godfrey, B.Sc., F.E.S., with descriptions of new species. J. nat. Hist. Soc. Siam 6: 229–289.
- Tams, W.H.T., 1935. Lepidoptera: Heterocera (exclusive of Geometridae and the Microlepidoptera). Insects of Samoa and other Samoan terrestrial arthropods, Part III(4): 169-290
- Tams W.H.T., 1936. Three New East African Moths. - Journal of The East Africa and Uganda Natural History Society Cil.XIII: 105-106.
- Tams, W.H.T., 1953. A pest of coconut palms in Portuguese East Africa. - Bull. Br. Mus. (Nat. Hist.) Ent., vol.3:69-73

- Système universitaire de documentation: 153252499
- Virtual International Authority File: 209168899